# Art antic de l'Iran

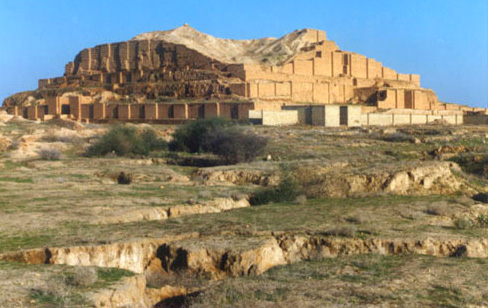
El ziggurat de Choga Zambil

Art antic de l'Iran (Sovint es menciona Iran i algunes de les seves regions i antigues ciutats com Elam i Susa, degut a la seva posició fronterera amb les valls de Mesopotàmia, que determinà antigues i constants reciproques entre els pobles en País entre rius i dels altiplans i muntanyes iranianes.)
Els arqueòlegs esmenten l'estil de Susa la ceràmica decorada. Es va tractar de bols i gobelets decorats amb una ornamentació abstracta i molt estilitzada, meravellosament equilibrada i harmònica. La seva perfecció és tal que s'ha dit que, durant el quart mil·lenni abans de nostra era, Susa es convertí en la Sèvres de l'antiguitat. L'observació d'aquestes peces de ceràmica demostra que no hi ha cap exageració en aquesta frase.
Susa, vella ciutat de l'alta plana d'Elam situada en un contrafort muntanyós que tanca el Golf Pèrsic per l'Est, produí les seves formoses peces ceràmiques molt abans de què es desenvolupes l'art elamita, un dels cicles artístics més antics de l'Iran. Es tracta de les construccions i obres d'art creades sota el domini d'una dinastia de sobirans locals, contemporanis del domini cassita sobre Babilònia, entre els anys 1600 i 1000 abans de la nostra era.
Les obres arquitectòniques fonamentals de l'art elamita degueren estar a Susa, la seva capital. Però segles més tard, com veurem, fou a Susa els reis perses aquemènides establiren la seva residència d'hivern. La seva capital de Persèpolis, dalt les muntanyes, era massa freda i sovint coberta per la neu; per això al construir els seus palaus a Susa arrasaren les construccions anteriors i feren desaparèixer to el que hi podia haver d'elamita en aquell lloc. El que es va descobrir, doncs, a Susa, tret de rares excepcions, és persa aquemènida. Afortunadament, malgrat que poques, aquestes excepcions són molt suggestives. La resta arquitectònica més important és un fragment de mur de maons modelats amb relleus que conserva el Museu del Louvre i que representa a una divinitat, la mirada del inferior és el cos d'un toro, davant d'una palmera estilitzada. El déu-toro sembla estar realitzant la fecundació artificial de les flors de la palmera amb l'espiga masculina. Es tracta de la representació més antiga de la cerimònia que després serà tan freqüent en els relleus assiris i que ja resten descrits en d'altres arxius. La tècnica dels maons modelats procedeix de la que inventaren els cassites i serà heretada pels arquitectes neobabilònics, com sabem, i pels perses aquemènides.

## Arquitectura de l'Elam

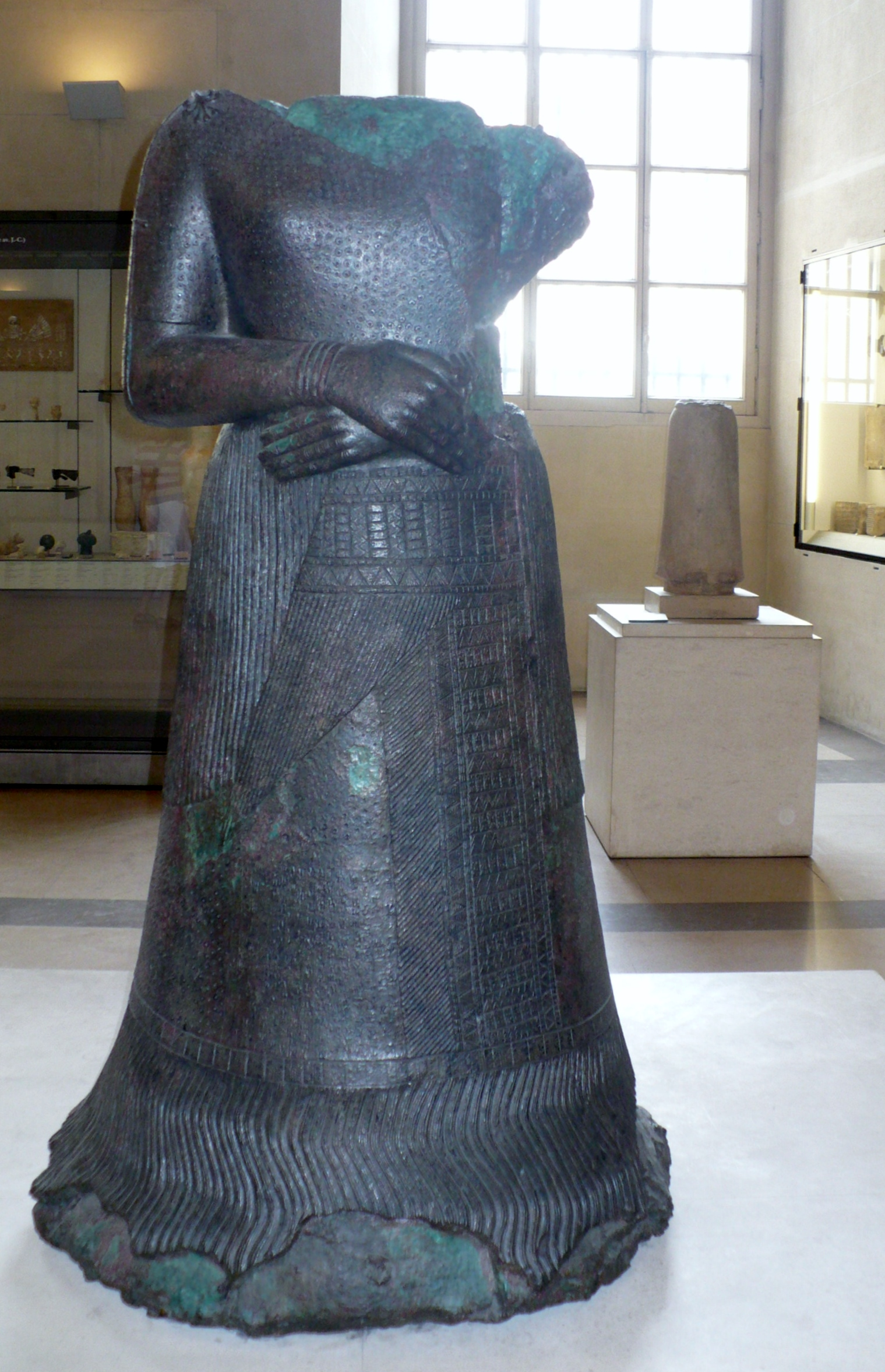
Estatua sense cap de la reina Napir-Asu

Les obres d'arquitectura de l'Elam s'han de cercar no gaire lluny de Susa, a Chogha Zanbil, on el rei Untash-Napirisha erigí un ziggurat gegantí de cinc pisos, les ruïnes del qual s'eleven encara avui dia com una enorme muntanya sobre el desert pla i desolat. Malgrat que a l'estiu la temperatura de Chogha-Zanbil assoleix els 60 graus, és possible que antigament hi hagués en aquest lloc hortes per l'aliment dels sacerdots del temple del rei, la seva cort i el servei, que s'allotjaven en un gran palau junt al ziggurat. La realització d'un projecte holandès i nord-americà per la plantació de canya de sucre en les proximitats, demostra que el sòl és fèrtil quan s'utilitza un bon sistema de regadiu. El ziggurat està envoltat per una muralla exterior de 1200 per 800 metres i per una altra interior de 400 per 400 metres, en la que hi ha 7 portes. Junt a elles hi havia parelles d'animals, però no s'ha pogut trobar fins ara (1980) a Chogha-Zanbil cap decoració mural amb maons modelats. El més misteriós d'aquest ziggurat és que no era del tot massís: hi havia multitud de càmeres en les que s'apilaven claus i plaques de fang cuit i després es tapiaven.
Si bé a Susa s'hi han pogut trobar edificis d'època elamita, s'han trobat escultures que permeten conèixer alguns aspectes d'aquella antiga civilització. Entre elles destaca la gran estàtua de bronze de la reina Napir-Asu, esposa d'Untash-Napirisha. Malgrat la manca del cap, aquesta figura impressionant, que pesa prop dels 1.800 quilos, ens admira per la seva estranya modernitat i per la elegància del seu aspecte regi. Va vestida amb una faldilla acampanada, que acaba amb serrells, i porta a més una túnica cenyida que modela el seu tors juvenil. Al contemplar-la, no es pot evitar la impressió d'una gran dama que llisca amb el seu vestit de gala sobre la catifa d'un saló. Tranquil·la i solemne, les seves belles mans creuades amb dignitat i noblesa atreuen més l'atenció a causa de la mutilació del cap: un sol dels seus dits s'orna amb un anell. Entre els diversos bronzes elamites d'aquesta segona meitat del segon mil·lenni abans de la nostra era, té un singular atractiu la taula de bronze del Louvre coneguda amb el nom de Sit-Shamshi. Sobre una superfície de 60 per 40 centímetres s'ha representat amb tota cura una mena de maqueta d'una cerimònia religiosa que dos homes agenollats i nus celebren a la sortida de Sol. Aquella esplanada en què a més de les figures dels oficiants destaquen una gerra, dues columnes i diversos elements rituals conserva encara per a nosaltres l'emoció del ritu d'una religió desconeguda.

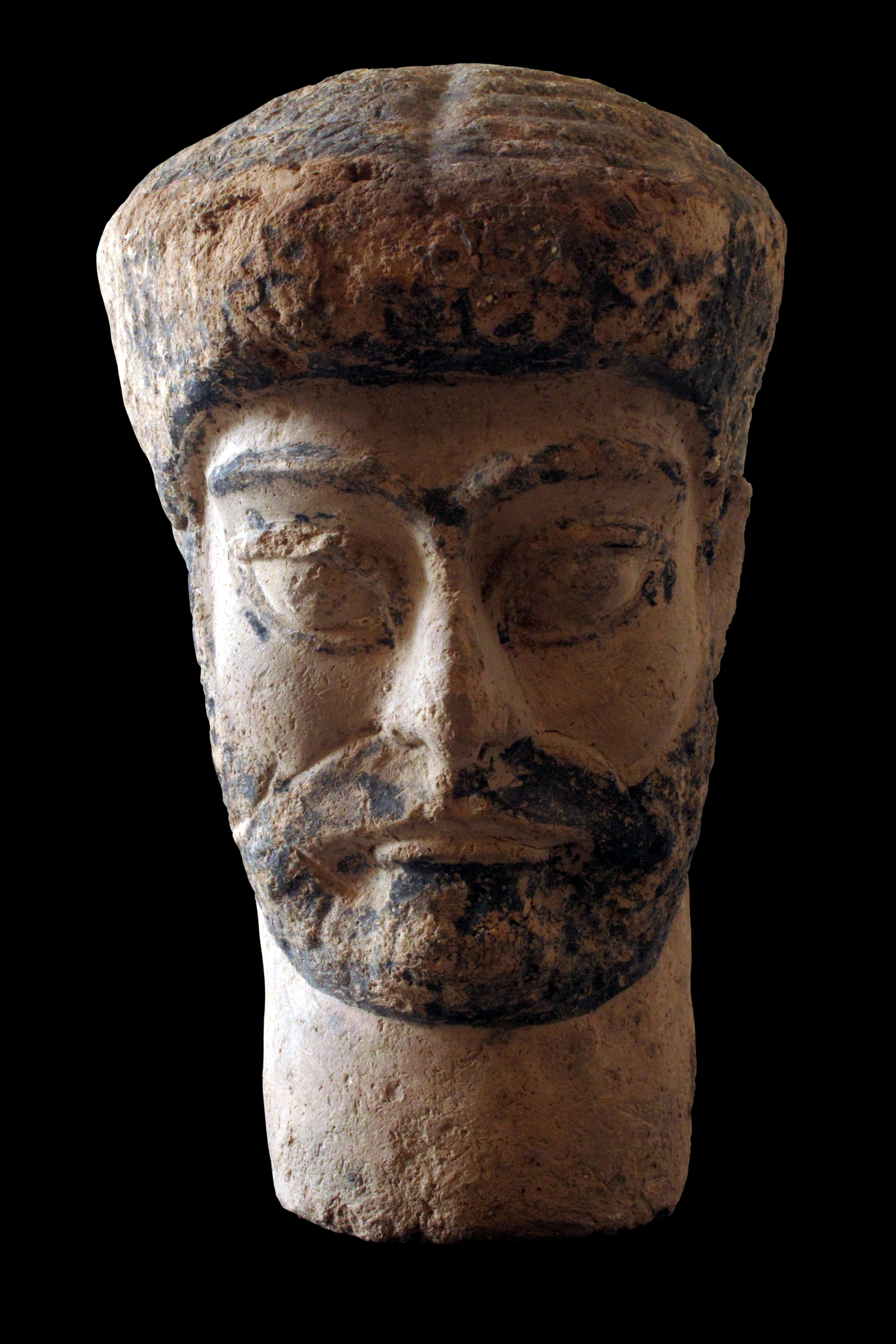
Cap de terracota masculí

Més tardana, de cap a l'any 1000 abans de la nostra era, és una extraordinari cap masculí de terracota, trobada en Susa. La policromia en negre cobreix les seves poderoses celles, i la barba i el bigoti retallats li donen l'aspecte de persona important. Els llavis tancats, les comissures s'inclinen cap avall, semblen conferir-li una expressió de trist desencant.
Cap a 1935, el mercat internacional d'antiguitats va començar a veure bruscament submergit per gran quantitat d'estranys objectes de bronze que no semblaven a cap de la sèries antigues conegudes. Els venien traficants armenis que no sabia, o no volien declarar, el lloc exacte del seu origen. Es va començar per creure que eren objectes de les tribus d'escites que parlaven els autors clàssics. L'única cosa que donava força a aquesta atribució era el fet de ser en la seva majoria frens de cavall i el saber que els escites van ser -segons expliquen Heròdot i Estrabó- infatigables genets de les estepes de les ribes de la mar Caspi. L'atribució fou molt discutida perquè aquells bronzes no semblaven gens al que coneixem dels escites. A més, aviat van començar a aparèixer també destrals cerimonials, calders, coronaments d'estendards i agulles per als pentinats femenins, tot això de bronze, i cada vegada més allunyat de l'art dels escites.
Llavors es va començar a dir que aquestes bronzes procedien del Lorestan, regió iraniana muntanyosa, situada cap al sud de país, que fins fa pocs anys no era aconsellable per als viatgers que anaven sense armes. Avui travessa el Lorestan una de les carreteres de més belles perspectives paisajistiques de tot a l'Orient, que va des de Susa fins Kermansah. No obstant això, els arqueòlegs no van esperar les comoditats turístiques; el 1938, F. Schmidt va excavar un santuari en Surkh Dum, en ple Lorestan, i va obtenir un important lot d'objectes idèntics als que venien els traficants clandestins. Aquesta és encara l'única científica realitzada, el que fa que les dates proposades per als bronzes de Lorestan varien entre el 1500 i el 800 abans la nostra era.
El més característic d'aquests bronzes són els frens de cavall i els estendards. Els primers van adornats generalment amb dues figures de cabra o cabres salvatges aparellades amb un barrot transversal, i amb sengles anelles que serveixen per subjectar les regnes. Es pot dir que la cabra és l'animal patronímic de l'Iran, com ho era el lleó per Assíria, el drac per Babilònia i el toro per Sumer. Quant als estendards o rematades de pal, a part del seu valor artístic, són interessants perquè pressuposen una organització social avançada. Alguns semblen una endevinalla en què és difícil desxifrar les figures que els componen. Generalment hi ha un personatge central que agafa amb les seves mans els caps de dos monstres que de vegades tenen gola de lleó i altres bec d'au de presa. Tots aquests bronzes del Lorestan van ser fosos en la tècnica que avui anomenem a la cera perduda.
Caiguda de Nínive
La caiguda inesperada de Nínive, l'any 612 abans de la nostra era, va aniquilar en un moment el poder d'Assíria, concentrat exclusivament a la capital. Però el món oriental no podia viure sense un senyor. De moment Babilònia i Egipte van restaurar els seus antics imperis, i ja hem vist que hi va haver un veritable renaixement artístic babilònic en temps de Nabucodonosor i que a la vall de Nil va tenir lloc la restauració d'art nacional pels prínceps saïtes. Aviat el record de Nínive havia de despertar les ambicions del més fort. Aquest nou senyor, el Gran Rei, habitaria en les altes muntanyes del Iran, que tanca la Mesopotàmia i pel sud s'estén fins a l'oceà Índic.

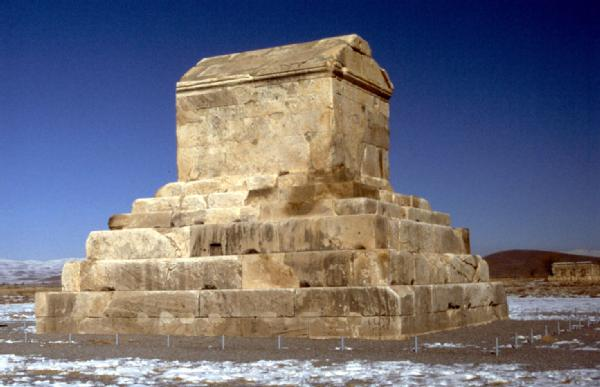
Tomba de Cir II

La formació de el nou Imperi dels perses aquemènides va ser ràpida i sense dificultats, ja que Assíria havia acostumat als pobles a viure en l'esclavitud. De moment, la tribus medes, que descendint a la plana havien ajudat els escites a saquejar i incendiar Nínive, van recollir la seva part del botí i, amb ajuda del prestigi assolit, van formar el primer nucli d'un Estat conquistador. Més tard, les principals famílies perses, fortament agrupades entorn del seu primer monarca, Cir II "el fundador", subjugaren als seus confederats, els medes, i tot Iran va obeir a un sol cap. Cir II, el primer aquemènida, va conquistar ja Babilònia en el 539 abans de la nostra era, i el fill de Cir, Cambises II, en 525, va humiliar de nou a Egipte amb la dominació estrangera. Els Estats marítims de la Grècia asiàtica van ser satrapies perses; fins a la mateixa Fenícia, on la dominació de Nínive no es va fer mai efectiva, va transmetre a Pèrsia, en temps de Darios, sobirania marítima, i per primera vegada els exèrcits asiàtics van travessar els passos de la mar que separaven Àsia d'Europa.

Les dues primeres capitals del nou Imperi van ser Ecbàtana i Pasàrgada. Ecbàtana era la primera residència dels reis medes, i era natural que Cir i els seus successors tinguessin interès a restaurar i habitar la mateixa capital dels seus antics aliats. Heròdot, que la va conèixer només per referències, va fer de Ecbàtana una fantàstica descripció que ha quedat llegendària; en ella insisteix sobre els seus set reductes de muralles de diferents colors i aventura les dimensions de cada un. Polibi, en general tan exacte i precís, descriu més tard el Palau Reial en aquests o semblants termes:
| « | <Encara que tot ell hagi estat construït de cedre o de xiprer, enlloc apareix la fusta al descobert, columnes, frisos i sostres, tot està cobert de metall; l'or i la plata brillaven per tot arreu, fins a les teules eren també platejades.> | » |

 Una sola base de pedra mostra avui a la moderna Hamadan el lloc de l'emplaçament de l'Ecbàtana antiga. Les descripcions dels historiadors serveixen, però, per ensenyar-nos el gran paper que representava en l'arquitectura primitiva persa el material llenyós, tan abundant a la regió.
De Pasàrgada era originaria la família de Cir II, i allí van habitar també el fundador i el seu fill Cambises. Les seves ruïnes, a sud de Pèrsia, es troben encara en els voltants de Aleged, en una estreta plana envoltada d'abruptes muntanyes, amb congostos fàcils de defensar per cada costat. Només alguna que altra columna mig destruïda i el relleu que decorava un brancal d'alguna porta, amb el retrat de Cir, subsisteixen del palau dels primers reis perses. Es comprèn, però, que la seva planta quadrada devia tenir un pòrtic de columnes a cada costat; les habitacions estaven en els angles, la sala de recepcions era central, com veurem després en els grans edificis de Susa i de Persèpolis. Els tipus de columna podria ser ja també el que resultava tradicional en l'arquitectura dels perses.
En canvi, en el mateix pla de Pasàrgada la tomba de Cir II, que va morir l'any 528 abans de la nostra era està gairebé intacta i mostra i als assajos d'un art persa eclèctic imperial. El mausoleu va ser visitat per Alejandro, qui es va entretenir a restaurar-lo i adornar-interiorment amb tapissos. És un edicula funerari que s'aixeca sobre un petit basament esglaonat, l'altura total no arribaria a 11 metres; el seu valor consisteix principalment en la relíquies que tancava, amb el sarcòfag real del pare dels perses. La càmera tenia només uns tres metres de costat i estava coberta per un sostre pla que es mostra a l'exterior en dos pendents, que dona a l'edifici un aspecte poc oriental, gairebé hel·lènic. La porta era doble i estava disposada enginyosament perquè no pogués entrar més que una persona i tancant després de si la primera porta, perquè en cas contrari no podia obrir la segona. El sepulcre estava tancat dins d'un recinte, amb un pòrtic de què es veuen pocs rastres. Aquesta petita construcció singular no va tenir imitacions en l'art persa; ja veurem després com Darío i els seus successors van llaurar les seves sepultures reials segons un altre tipus completament nou i original. El sepulcre de Cir té més relació amb la típiques construccions funeràries de Lidia i demostra que ja en temps del fundador s'havien anat a buscar elements a les províncies gregues d'Àsia.

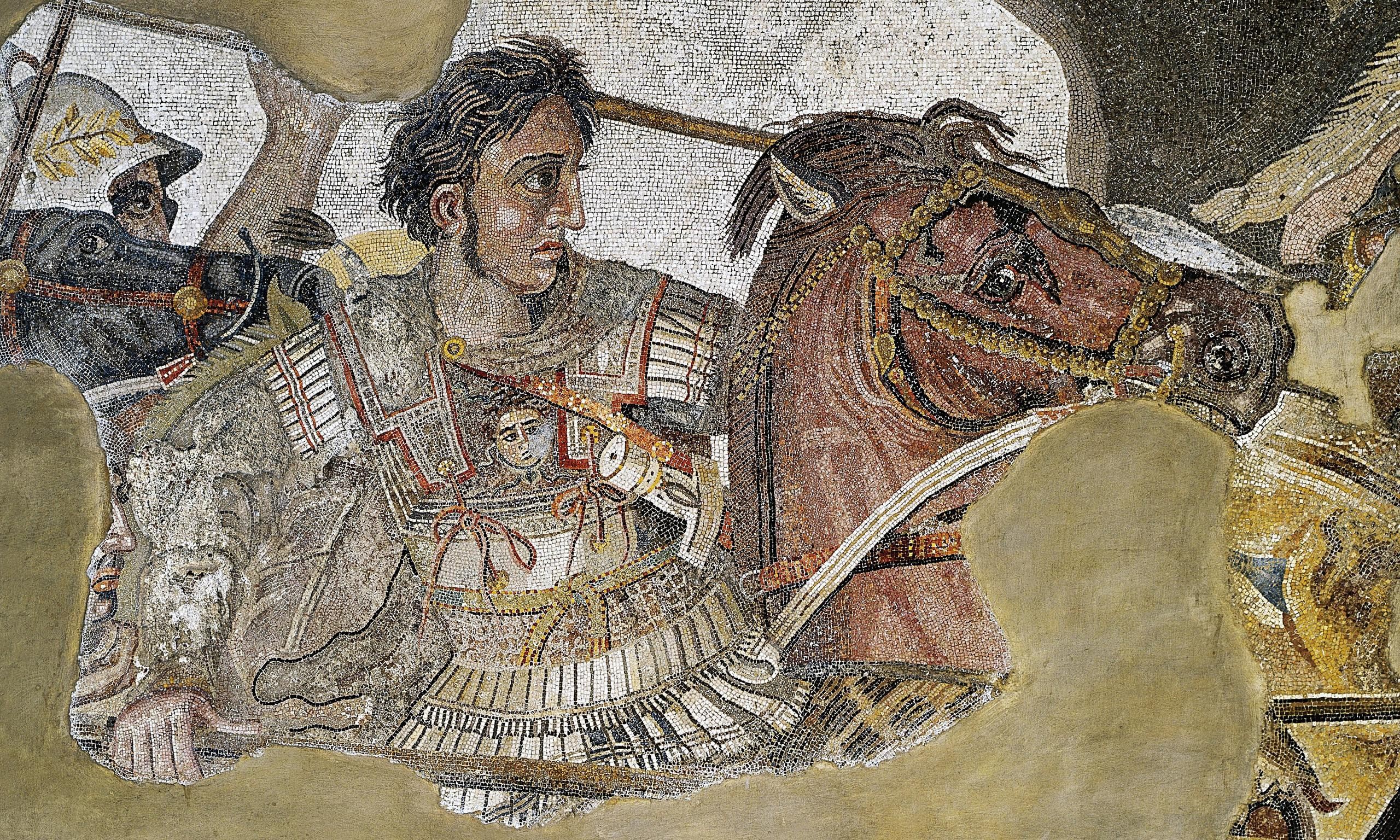
Alexandre el Gran, lluitant contra Darios II

La ruda Pasàrgada, que conserva piadosament les restes de Ciro, va continuar sent sempre la ciutat santa on acudien a coronar els seus successors; però la seva ubicació a la muntanyes no convenia per a la capital, i Darios, que va regnar trenta-cinc anys del 521 al 485 abans de la nostra era), va traslladar la seva residència a la plana, al lloc que els grecs van cridar Persèpolis. Darios no va construir allà, més que dos o tres edificis; però els seus descendents es van encarregar de enriquir-la amb tal fastuositat, que va haver de quedar com proverbial entre els antics. Alexandre, camí de l'Índia, va voler habitar la terrassa de la Persèpolis, que per tant de temps havia estat la residència del senyor del món, i la tradició insisteix que va marxar després d'incendiar-en una nit d'orgia, la vigília de la seva partida.
Més tard, els reis perses de les dinasties sassànides, posteriors al desmembrament de l'imperi d'Alexandre, no van restaurar els palaus de Persèpolis; per altra banda, la circumstància de trobar-se en la vall que creua el camí de les caravanes va fer que la seva ruïna fos més completa. No obstant això, el seu emplaçament sempre s'ha conegut, i la seva exploració no va ser un veritable descobriment, com el dels palaus de Nínive, sepultats a la muntanyes d'argila.

## La terrassa de Persèpolis

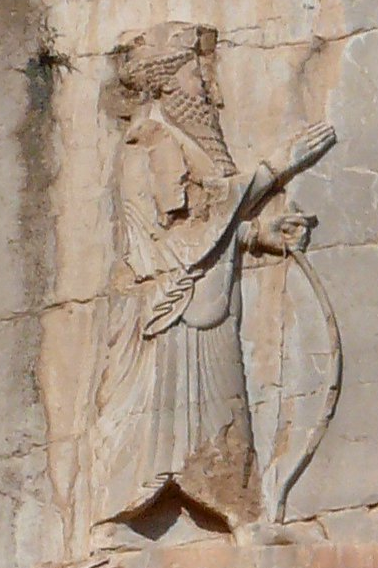
Xerxe I de Persia

Des de fins de segle xviii, els viatgers curiosos, al visitar Pèrsia, s'interessaven per les ruïnes de la terrassa de Persèpolis. El primer que va traçar una planta científica i va fer detingut estudi d'aquests edificis reials va ser el francès Eugène Flandin, el mateix que va succeir a Paul-Émile Botta en les excavacions de Nínive. Després de Flandin, una altra comissió francesa, la de Marcel Dieulafoy, va estudiar el 1885 les ruïnes i va publicar els interessants fotografies que fins a principis de segle xx van ser el principal element de estudiar per a l'art persa. A més de Persèpolis, Dieulafoy va descobrir també un altre edifici reial del mateix caràcter a Susa, la capital de l'antic Elam, on els monarques perses tenien també un palau.
La terrassa en la qual estan construïts els palaus de Persèpolis és un vastíssim basament que s'estén a peu d'un penya-segat de roca. Al cim d'aquesta muntanya, de difícil accés, estan encara els altars per al foc sagrat, que era el culte dels perses. Són els únics monuments religiosos que es conserven de la Pèrsia antiga. Es puja a la gran terrassa de Persèpolis mitjançant una escala de doble rampa, decorada amb relleus. Als pocs passos, sobre el terraplè, es troben uns fastuosos propileus o entrades monumentals adornades amb dos bous alats, elements tradicionals de la decoració assíria que Pèrsia va tractar de copiar, encara que donant-los cert caràcter ari, no semita. Aquests propileus, que es troben davant i en el mateix eix de l'escala, formen un pòrtic obert a cada costat, a manera d'un corredor, amb quatre columnes.
Els altres edificis estan construïts sobre la terrassa sense obeir a un pla conjunt; són obres successives, construïdes en diverses èpoques. El primer monument que, després de travessats els propileus, devia presentar-se a la vista del curiós espectador era, tornant a la dreta, la gran sala hipòstila de Xerxes I, anomenat apadana, de la qual s'aixequen encara tretze columnes mutilades, les més grans que es conserven en peu dels edificis de Persèpolis. La apadana de Xerxes I (485-465 aC) és encara avui una de les naus més vastes que l'home hagi construït; les seves columnes són gairebé tan altes com les que en Karnak formen la galeria central, i supera en extensió a l'obra dels faraons. La superfície total que ocupa, entre pòrtics i columnates passa de mil metres quadrats, i la seva altura arriba a vint metres, només per la columna i el capitell. La seva disposició era també extraordinàriament original: tot l'edifici estava aixecat sobre un segon basament sobre el nivell de la terrassa; vastes galeries feien de pòrtic a la façana principal i les dues laterals, i al centre una sala plena de columnes, amb el tipus més complicat del capitell persa.

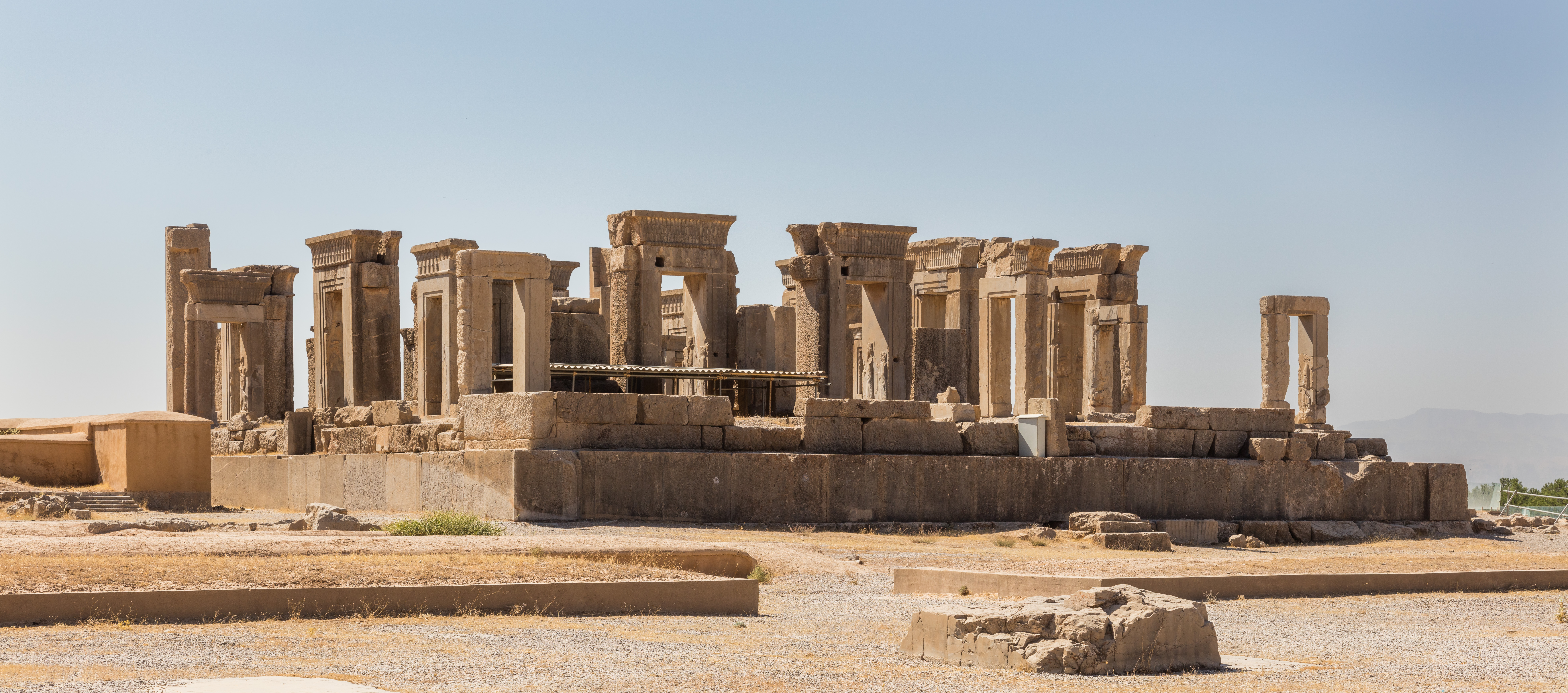
Vista general del palau de Persèpolis

A la banda de la sala hipòstila, un altre edifici, destinat també segurament recepcions, era l'anomenada Sala de les Cent Columnes, la disposició no deixa lloc a dubtes. En la seva façana anterior una galeria doble, flanquejada per dos bous alats, feia de pòrtic de l'edifici, construït per una sala única; el seu sostre pla descansava sobre les deu files de suports verticals. De la parets que tancaven el seu recinte quadrat no queden en peu més que les portes, una sèrie de nínxols, en forma de finestres cegues, decoraven el mur interiorment.
Subsisteixen encara sobre la terrassa de Persèpolis restes dels palaus reals edificats per diferents monarques, segons el costum d'Àsia. Un d'ells és el primer palau construït per Dario en la nova capital, i es troba immediatament darrere de la esplèndida columnata de la sala hipòstila. El segon palau o habitació va ser construït per Xerxes a l'angle sud de la terrassa. Els dos tenen aproximadament una mateixa planta, que era la que s'endevina ja al palau de Ciro, en Pasàrgada: un recinte quadrat amb una sala gran, proveïda de columnes en el centre, i la habitacions a cada costat i en els angles. Els murs serien en general de maó, revestits amb decoracions ceràmiques; únicamment les portes i els nínxols, distribuïts en l'interior de les cambres, eren de pedra, adornats amb figures i relleus. Les parts altes de l'edifici és segur que van haver de ser de fusta; s'han trobat en els blocs els detalls, amb un perfil de motllures, en els que s'implantaria potser la construcció superior.
És interessant veure sobre les portes la gola invertida o motllura egípcia. L'eclecticisme dels perses es revela en aquesta acumulació d'elements assiris, com ho eren les terrasses de l'edifici, els toros alats, les peces de ceràmica, i així mateix un element tan summament característic de la construcció egípcia com és la gola invertida per rematada.
Aquest tipus de sala real persa, anomenada apadana, es troba també en la ruïnes de la famosa residència de Susa, on el Gran Rei tenia la seva cort durant l'hivern. Susa, una de les més antigues ciutats de la vella Àsia, havia estat la primera capital de l'Elam, anterior de l'hegemonia mesopotàmica. Dominada successivament per Caldea i per Assíria, els perses la van ocupar ja en les seves primeres campanyes d'expansió, i sobre les antigues ruïnes en ella existents va construir el seu palau Artaxerxes II (405-358 aC).
La planta, com ja hem dit, és l'establerta en els palaus perses, encara que en Susa el material principalment utilitzat és el maó. Tan sols per a la columna i el capitell, els escultors de la  apadana  de Susa van emprar la pedra calcària; tota la resta és de maó cuit i esmaltat, i d'allí provenen els més esplèndids exemplars de la ceràmica vidriada antiga: els anomenats  arquers de Susa  o fris de dels Immortals traslladats per Dieulafoy al Louvre. Susa està situada al vessant de les muntanyes perses, bastant a prop encara per a oferir tota classe de seguretats, i, a el mateix temps, més cèntrica per dirigir des d'ella el govern de les províncies d'Àsia i mantenir relacions diplomàtiques amb Egipte i Grècia. Les ambaixades i els sàtrapes o governadors anaven a Susa per tractar amb el omnipotent monarca oriental; a Susa posa Èsquil l'acció de Els perses; en aquesta mateixa ciutat col·loca també la de el conegut episodi de la tornada dels vençuts de les guerres Mèdiques, i en Susa, finalment, es va concertar la pau amb Grècia.

## L'edifici de Susa

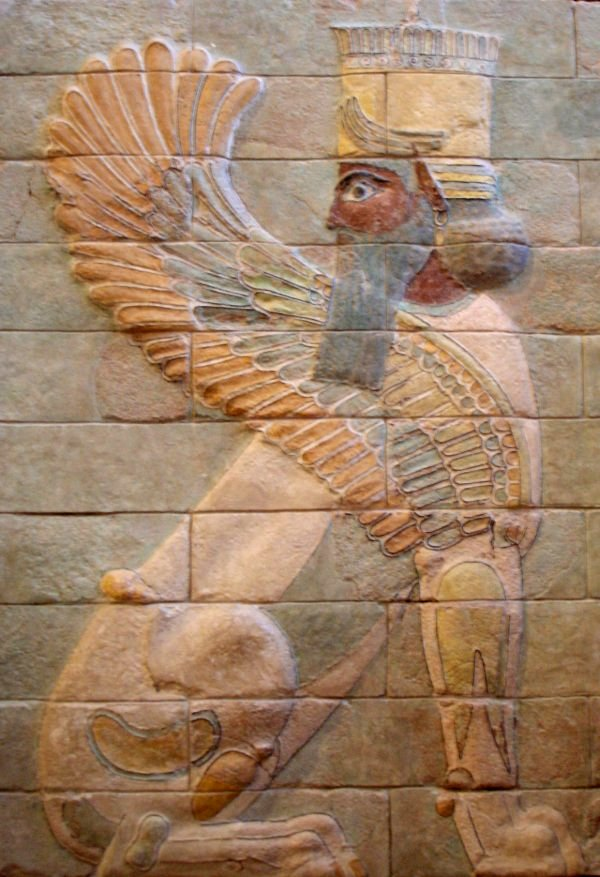
Esfinx alada del palau de Dario a Susa

L'edifici de Susa ofereix la curiosa circumstància d'estar més influït de la veïnes construccions assíries: la seva fàbrica és de maó; fins als mateixos bous alats de les portes estan fets amb peces esmaltades. Només les columnes i els capitells són de tipus persa, com en Persèpolis. La columna persa, que no té precedents en cap altre estil, és molt més alta i esvelta que l'egípcia; seva proporció indica potser un primer origen d'un suport de fusta. La base és de forma acampanada, com enorme flor invertida, sense precedents a Àsia ni a Egipte. El fust té estries, però més nombroses que a la columna grega, i a sobre descansa un grup originalíssim de volutes combinades, amb dos bous fantàstics o unicorns, que serveixen de cartel·les per sostenir les bigues de la coberta. Entre els dos monstres, en l'espai que hi ha de el coll a les gropes, reposen les bigues transversals. Una sola mirada a la fotografia del capitell de Susa, exposat al Louvre, donarà la millor idea que totes les nostres descripcions. Imaginem el meravellosos efecte que produiria una sala com les de Persèpolis, amb els seus cent columnes altíssimes, rematades amb aquests capitells singulars.
En els palaus perses hem vist combinar elements de l'art d'Egipte i de Lidia amb la construcció i els materials ceràmics de Mesopotàmia; però el que caracteritzava aquells edificis era la manera d'estar disposada la coberta, segurament de material llenyós. A sobre dels toros dels capitells descansava un entramat de fusta, formant cassetons. Base per a la restauració de la cornisa és el detall, que apareix en els brancals i els pilars de pedra amb que acabaven les columnates. Però serveix també moltíssim la representació de l'edifici o palau esculpida a les façanes de les tombes reials, de les que parlarem ara.

## Tombes reials
Aquest és un tipus arquitectònic sense precedents, a excepció de la tomba de Cir, en Pasàrgada, tots els sobirans estan enterrats a la necròpolis real de Naqsh-e Rostam, a tres quilometres de Persèpolis, en un lloc en el que la muntanya forma un tall en hemicicle, de parets verticals. La superfície de la roca es va regularitzar per llaurar la façana de cada tomba, on es va esculpir un immens relleu en honor de monarca allà enterrat un basament; La part inferior d'aquesta façana és gairebé llisa, formant un basament; segueix una segona faixa més ampla, en la qual està representat un palau reial amb la seva columnata exterior i on s'obre la porta de accés a la cambra sepulcral, i per fi, a sobre corre una tercera faixa, on el rei està en oració devotament, davant de l'altar de foc sagrat, adorat pels perses. Aquest tercer pis del relleu és el més curiós del monument, perquè el rei està de peu sobre una espècie de plataforma o tron, sostingut per un grup de figures representatives dels seus diversos vassalls, escollits entre les nacions d'Àsia. Encara en els nostres dies, el tron reial dels sobirans de Pèrsia està sostingut mitjançant figures d'or massís que fan de pilastres. La pietat i la glòria del monarca quedaven perfectament representades amb el seu palau i el tron, aixecat sobre el pedestal que sostenen els súbdits.

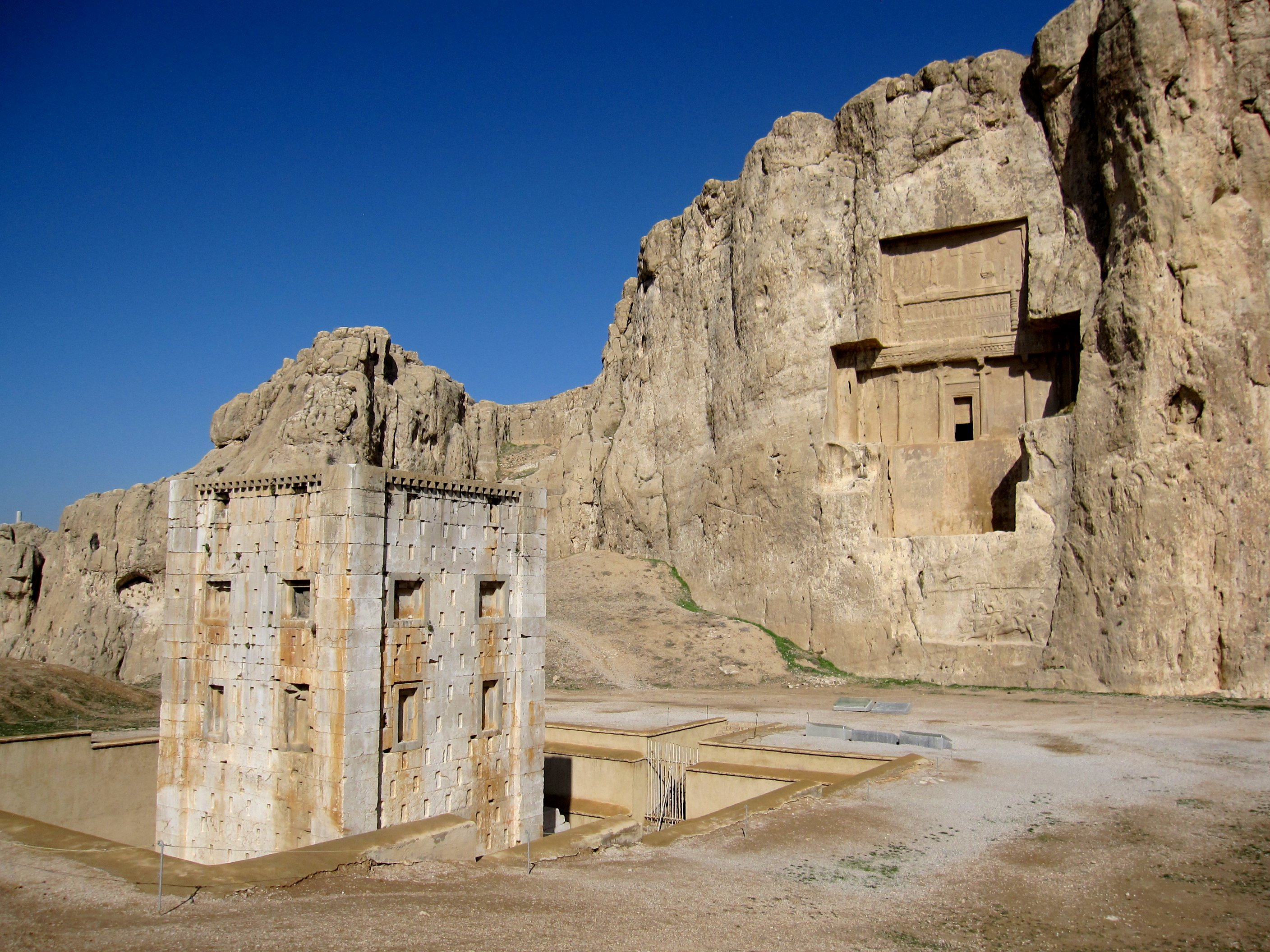
Necropolis del reis perses

En canvi, a l'interior de la roca es va excavar una senzilla càmera, amb algunes fosses a terra per als cadàvers de tota la família reial. Els persa van continuar vivint organitzats patriarcalment, fins i tot en les èpoques del seu major poder, i el rei construïa una sepultura comuna per a si i tots els seus. Les tragèdies d'Èsquil, en les quals la reina mare del gran monarca exerceix un paper principalíssim, reflecteixen la participació de les dones de l'harem real en els negocis de l'Estat. La mateixa participació es descobreix en els escrits de Xenofont, que estava molt ben informat per haver escrit com mercenari en l'exèrcit persa. Això explica en part el caràcter familiar de la tombes reials perses.
Per tot el que s'ha dit es comprèn que Pèrsia, aprofitant elements de les nacions més antigues, va crear en arquitectura un art propi. Va ser el primer poble que, pretenent fer síntesi imperial dels estils del seu temps, va produir un art nacional.

## El mite debàrbars
Tots hem estat educats amb la propaganda dels atenesos, que van descriure als perses principalment com bàrbars, i ens costa reaccionar per comprendre que els perses eren també aris, només més joves i més ingenus que els grecs. Ja hem vist que en Persèpolis els toros alats perdien els caràcters de ferocitat semítica dels monstres assiris i accentuaven les seves fisonomies humanes al revelar major comprensió. Intel·ligència vol dir tolerància, respecte i cordialitat. La Història, degudament interpretada, ens ajuda a gaudir d'aquest art persa, que no és bàrbar, sinó tot el contrari: eclèctic, comprensiu i internacional. Quan Cir va entrar a Babilònia no va procedir com els conqueridors assiris, arrasant, bandejant i empalant. El cilindre de Cir, descobert en les excavacions de Babilònia, en el qual dona compte de les mesures que va prendre a l'ocupar la metròpoli caldea, fa constar que va permetre a tots els que hi eren, ostatges de nacions vençudes, tornar als seus respectius països i emportar-se els déus que havien estat també traslladats a Babilònia per tenir-los captius i per tal que no poguessin injuriar amb malefici als conqueridors. Aquest edicte de Cir, que podríem dir-ho, d'alliberament de races i cultes, va ser el que va permetre a Esdres-Nehemies tornar a Jerusalem i restaurar el temple del Senyor.
El mateix sentiment d'humanitat internacional es reflecteix en els relleus històrics que decoren la terrassa de Persèpolis. Els tributaris arriben en processó ordenada i amb aire satisfet; no són els súbdits vençuts, doblegats pel pes dels calders, sacs i lingots de metall que porten com esclaus al monarca assiri, i molt menys trobem en Persèpolis escenes de càstig, les terribles escenes d'execució en què es complauen els reis de Nínive. És gairebé impropi cridar imperi a el règim persa, ja que els governadors o sàtrapes gaudien de la major autonomia i deixaven als governados en llibertat de continuar vivint segons les seves costums atàvics. Mentre a l'obelisc de Salmanassar III hem trobat el rei Jehú de Samaria besant la pols que van trepitjar els peus del monarca assiri, en els relleus de Persèpolis dels principals tributaris s'aproximen amb dignitat a el tron del Gran Rei. Els suplicants, sense descobrir-se ni gairebé doblegar, amb la mà a la boca, demanen audiència, que concedeix humanament el Gran Rei.

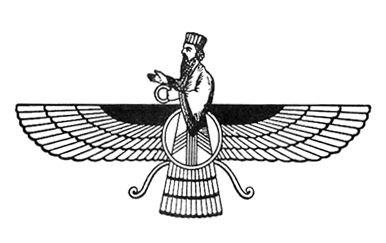
Faravahar (o Ferohar), un dels símbols principals del Zoroastrisme, es creu que és la imatge d'un Fravashi (un esperit guardià)

Heròdot, per fer més pintoresc el seu relat, explica que Cambises, al conquerir Egipte, es va excedir fins a matar amb la seva pròpia daga a el bou Apis, perquè a Cambises, com bon ari, li repugnava l'adoració d'un animal. És probable que la historieta d'Heròdot no sigui veritat, però encara que ho fos, a la mort de Cambises els perses van triar per rei a Darios, que era un fervent devot de Ahura Mazda i gelós de la religió de Zoroastre. Ahura Mazda, principi actiu de la llum, bondat, veracitat i puresa, està generalment representat volant en l'aire sobre de el Gran Rei. La seva forma imaginada per interpretacions plàstiques, és també una síntesi d'elements egipcis, assiris i hel·lènics.
El sentit d'esforç per a l'elevació moral, que és la base per a la religió de Zoroastre, es trobi freqüentment expressat en l'escultura dels perses Aquemènides. Els personatges manifesten una serietat d'intencions i una calma compassada, que revelen judici, discerniment i elecció. No hi ha res patètic en l'art persa, més tampoc res que rebel·li corrupció i pobresa espiritual.
En els objectes menors, el desig d'elevació es descobreix amb símbols zoomòrfics. Els animals predilectes són el ibex, animal iranià típic, i el moltó salvatge perquè viuen a les altures. Els perses no van prendre com a model el falcó carnívor, com van fer els egipcis, ni l'àguila que vola cap al Sol, sinó aquells animals herbívors que viuen en els cims de la terra, donant-nos exemple de com hem de viure, elevant sense escapar-nos del món real.